# Saotis brevispina
Saotis brevispina là một loài tò vò trong họ Ichneumonidae.